# 루이 (배우)
루이(Lu Yi, 1976년 1월 6일 ~ )는 중화인민공화국의 배우이다.

## 출연작

### 드라마
- 2014년 후난위성텔레비전 금응독파극장 《궁쇄연성》 - 부찰 복륭안 역
- 2014년 장쑤 위성 텔레비전 행복극장 《금옥량연》 - 태자 역
- 2015년 후난위성텔레비전 찬석독파극장 《진시명월》 - 갑섭 역
- 2016년 동방 위성 텔레비전 몽상극장 《연지》 - 저우위하오 역
- 2017년 후난위성텔레비전 금응독파극장 《인민의 명의》 - 허량핑 역
- 2017년 저장 위성 텔레비전 중국람극장 《맹약》 - 양숴 역
- 2018년 후난위성텔레비전 금응독파극장 《풍재기시》 - 팡방옌 역
- 2019년 저장 위성 텔레비전 중국람극장 《천의무봉》 - 즈리쿤 역
- 2019년 장쑤 위성 텔레비전 행복극장 《친애적미도》 - 안원닝 역
- 2020년 동방 위성 텔레비전 동방극장 《재일기》 - 류박 역
- 2020년 동방 위성 텔레비전 동방극장 《지위나일각여니상견》 - 샤오밍저 역
- 2022년 CCTV-1 제일특약극장 《인세간》 - 셩링다오 역
- 2023년 후난위성텔레비전 금응독파극장 《온난적첨밀적》 - 천핑 역